# Драфт НБА 2020 года
Драфт НБА 2020 года прошёл 18 ноября 2020 года. Изначально планировалось, что драфт будет проведён в спортивном комплексе «Барклайс-центр» в Бруклинe, однако он был перенесён в студию ESPN, Бристол, Коннектикут, и пройдёт в режиме видеоконференции. Команды НБА выбирают баскетболистов-любителей из университетов США, а также других кандидатов, официально зарегистрированных для участия в драфте, в том числе иностранцев. Трансляцию будут осуществлять ESPN и «Yahoo Sports». Первоначально планировалось, что драфт-лотерея состоится 19 мая 2020 года, но из-за пандемии COVID-19 она была перенесена на 20 августа 2020 года. Это первый драфт с 1975 года, который не был проведён в июне, а также второй, который был проведён позже этого месяца, после драфта 1947 года, проведённого в июле предшественником НБА, Баскетбольной ассоциацией Америки (БАА).

## Драфт
|  | Выделены игроки, выбранные в Зал славы баскетбола                   |
|  | Выделены участники Матча всех звёзд и игроки сборной всех звёзд НБА |
|  | Выделены участники Матча всех звёзд                                 |
|  | Выделены игроки сборной всех звёзд                                  |
|  | Выделены игроки, не игравшие в НБА                                  |

| РЗ | Разыгрывающий защитник | АЗ | Атакующий защитник | ЛФ | Лёгкий форвард | ТФ | Тяжёлый форвард | Ц | Центровой |

| Раунд | Пик | Игрок              | Позиция | Страна     | Клуб                                                                       | Колледж/Школа/команда                     |
| ----- | --- | ------------------ | ------- | ---------- | -------------------------------------------------------------------------- | ----------------------------------------- |
| 1     | 1   | Энтони Эдвардс     | АЗ      | США        | Миннесота Тимбервулвз                                                      | Джорджия (1-й курс)                       |
| 1     | 2   | Джеймс Уайзмен     | Ц       | США        | Голден Стэйт Уорриорз                                                      | Мемфис (1-й курс)                         |
| 1     | 3   | Ламело Болл        | РЗ      | США        | Шарлотт Хорнетс                                                            | Иллавара Хокс (Австралия)                 |
| 1     | 4   | Патрик Уильямс     | ЛФ      | США        | Чикаго Буллз                                                               | Флорида Стэйт (1-й курс)                  |
| 1     | 5   | Айзек Окоро        | ЛФ      | США        | Кливленд Кавальерс                                                         | Оберн (1-й курс)                          |
| 1     | 6   | Оньека Оконгву     | ТФ      | США        | Атланта Хокс                                                               | УСК (1-й курс)                            |
| 1     | 7   | Киллиан Хэйс       | РЗ/АЗ   | Франция    | Детройт Пистонс                                                            | Ратиофарм (Германия)                      |
| 1     | 8   | Оби Топпин         | ТФ      | США        | Нью-Йорк Никс                                                              | Дейтон (2-й курс)                         |
| 1     | 9   | Дени Авдия         | ЛФ/АЗ   | Израиль    | Вашингтон Уизардс                                                          | Маккаби (Тель-Авив) (Израиль)             |
| 1     | 10  | Джейлен Смит       | ТФ      | США        | Финикс Санз                                                                | Мэриленд (2-й курс)                       |
| 1     | 11  | Девин Васселл      | АЗ      | США        | Сан-Антонио Спёрс                                                          | Флорида Стэйт (2-й курс)                  |
| 1     | 12  | Тайриз Халибертон  | РЗ      | США        | Сакраменто Кингз                                                           | Айова Стэйт (2-й курс)                    |
| 1     | 13  | Кайра Льюис        | РЗ      | США        | Нью-Орлеан Пеликанс                                                        | Алабама (2-й курс)                        |
| 1     | 14  | Аарон Несмит       | ЛФ      | США        | Бостон Селтикс (из Мемфиса)                                                | Вандербильт (2-й курс)                    |
| 1     | 15  | Коул Энтони        | РЗ      | США        | Орландо Мэджик                                                             | Северная Каролина (1-й курс)              |
| 1     | 16  | Айзея Стюарт       | ТФ/Ц    | США        | Портленд Трэйл Блэйзерс (обменян в Детройт через Хьюстон)                  | Вашингтон (1-й курс)                      |
| 1     | 17  | Алексей Покушевски | ЛФ/ТФ   | Сербия     | Миннесота Тимбервулвз (из Бруклина через Атланту, обменян в Оклахома-Сити) | Олимпиакос (Греция)                       |
| 1     | 18  | Джош Грин          | АЗ      | Австралия  | Даллас Маверикс                                                            | Аризона (1-й курс)                        |
| 1     | 19  | Саддик Бей         | ЛФ      | США        | Бруклин Нетс (из Филадельфии через Клипперс, обменян в Детройт)            | Вилланова (2-й курс)                      |
| 1     | 20  | Прешес Ачиува      | ТФ      | Нигерия    | Майами Хит                                                                 | Мемфис (1-й курс)                         |
| 1     | 21  | Тайриз Макси       | РЗ      | США        | Филадельфия Севенти Сиксерс (из Оклахома-Сити через Филадельфию и Орландо) | Кентукки (1-й курс)                       |
| 1     | 22  | Зик Ннаджи         | ТФ/Ц    | США        | Денвер Наггетс (из Хьюстона)                                               | Аризона (1-й курс)                        |
| 1     | 23  | Леандро Больмаро   | ЛФ      | Аргентина  | Нью-Йорк Никс (из Юты,обменян в Миннесоту)                                 | Барселона (Испания)                       |
| 1     | 24  | Ар Джей Хэмптон    | АЗ      | США        | Милуоки Бакс (из Индианы, обменян в Денвер)                                | Нью-Зиланд Брейкерс (Австралия)           |
| 1     | 25  | Иммануэл Куикли    | РЗ      | США        | Оклахома-Сити Тандер (из Денвера, обменян в Нью-Йорк)                      | Кентукки (2-й курс)                       |
| 1     | 26  | Пэйтон Притчард    | РЗ      | США        | Бостон Селтикс                                                             | Орегон (4-й курс)                         |
| 1     | 27  | Удока Азубуйке     | Ц       | Нигерия    | Юта Джаз (из Клипперс через Нью-Йорк)                                      | Канзас (4-й курс)                         |
| 1     | 28  | Джейден Макдэниэлс | ЛФ      | США        | Лос-Анджелес Лейкерс (обменян в Миннесоту через Оклахома-Сити)             | Вашингтон (1-й курс)                      |
| 1     | 29  | Малакай Флинн      | РЗ      | США        | Торонто Рэпторс                                                            | Сан-Диего (3-й курс)                      |
| 1     | 30  | Десмонд Бэйн       | АЗ      | США        | Бостон Селтикс (из Милуоки через Финикс, обменян в Мемфис)                 | ТКУ (4-й курс)                            |
| 2     | 31  | Тайрелл Терри      | РЗ      | США        | Даллас Маверикс (из Голден Стэйт)                                          | Стэнфорд (1-й курс)                       |
| 2     | 32  | Вернон Кэри        | ТФ      | США        | Шарлотт Хорнетс (из Кливленда через Портленд, Орландо и Клипперс)          | Дьюк (1-й курс)                           |
| 2     | 33  | Дэниэл Отуру       | Ц       | США        | Миннесота Тимбервулвз (обменян в Клипперс)                                 | Миннесота (2-й курс)                      |
| 2     | 34  | Тео Маледон        | РЗ      | Франция    | Филадельфия Севенти Сиксерс (из Атланты)                                   | АСВЕЛ (Франция)                           |
| 2     | 35  | Ксавьер Тиллман    | ТФ      | США        | Сакраменто Кингз (из Детройта через Финикс, обменян в Мемфис)              | Мичиган (3-й курс)                        |
| 2     | 36  | Тайлер Бей         | ЛФ      | США        | Филадельфия Севенти Сиксерс (из Нью-Йорка, обменян в Даллас)               | Колорадо (3-й курс)                       |
| 2     | 37  | Вит Крейчи         | РЗ      | Чехия      | Вашингтон Уизардс (из Чикаго, обменян в Оклахома-Сити)                     | Сарагоса (Испания)                        |
| 2     | 38  | Сэйбен Ли          | РЗ      | США        | Юта Джаз (из Шарлотт через Нью-Йорк, обменян в Детройт)                    | Вандербильт (3-й курс)                    |
| 2     | 39  | Элайджа Хьюз       | ЛФ      | США        | Нью-Орлеан Пеликанс (из Вашингтона через Милуоки), обменян в Юту)          | Сиракьюс (3-й курс)                       |
| 2     | 40  | Роберт Вудард      | ЛФ      | США        | Мемфис Гриззлис (из Финикса, обменян в Сакраменто)                         | Миссисипи Стэйт (2-й курс)                |
| 2     | 41  | Тре Джонс          | РЗ      | США        | Сан-Антонио Спёрс                                                          | Дьюк (2-й курс)                           |
| 2     | 42  | Ник Ричардс        | Ц       | Ямайка     | Нью-Орлеан Пеликанс (обменян в Шарлотт)                                    | Кентукки (3-й курс)                       |
| 2     | 43  | Джамайас Рэмзи     | АЗ      | США        | Сакраменто Кингз                                                           | Техас Тех (1-й курс)                      |
| 2     | 44  | Марко Симонович    | РЗ      | Черногория | Чикаго Буллз (из Мемфиса)                                                  | Мега (Сербия)                             |
| 2     | 45  | Джордан Нвора      | ЛФ      | Нигерия    | Милуоки Бакс (от Орландо)                                                  | Луисвилл (3-й курс)                       |
| 2     | 46  | Си Джей Эллеби     | АЗ      | США        | Портленд Трэйл Блэйзерс                                                    | Вашингтон Стэйт (2-й курс)                |
| 2     | 47  | Ям Мадар           | РЗ      | Израиль    | Бостон Селтикс (из Бруклина через Филадельфию, Орландо и Шарлотт)          | Хапоэль (Тель-Авив) (Израиль)             |
| 2     | 48  | Нико Мэннион       | РЗ      | Италия     | Голден Стэйт Уорриорз (из Далласа через Филадельфию)                       | Аризона (1-й курс)                        |
| 2     | 49  | Айзея Джо          | АЗ      | США        | Филадельфия Севенти Сиксерс                                                | Арканзас (2-й курс)                       |
| 2     | 50  | Скайлар Мэйс       | РЗ      | США        | Атланта Хокс (из Майами через Бостон, Кливленд и Сакраменто)               | ЛСЮ (4-й курс)                            |
| 2     | 51  | Юстиниан Джессап   | АЗ      | США        | Голден Стэйт Уорриорз (из Юты через Кливленд, Детройт и Даллас)            | Бойсе Стэйт (4-й курс)                    |
| 2     | 52  | Кеньон Мартин, мл. | АЗ      | США        | Сакраменто Кингз (из Хьюстона обменян в Хьюстон)                           | Академия IMG (Послевузовское образование) |
| 2     | 53  | Кассиус Уинстон    | РЗ      | США        | Оклахома-Сити Тандер (обменян в Вашингтон)                                 | Мичиган Стэйт (4-й курс)                  |
| 2     | 54  | Кассиус Стэнли     | АЗ      | США        | Индиана Пэйсерс                                                            | Дьюк (1-й курс)                           |
| 2     | 55  | Джей Скрабб        | АЗ      | США        | Бруклин Нетс (из Денвера, обменян в Клипперс)                              | Колледж Джон А. Логан (2-й курс)          |
| 2     | 56  | Грант Риллер       | АЗ      | США        | Шарлотт Хорнетс (из Бостона)                                               | Чарлстонский колледж (4-й курс)           |
| 2     | 57  | Реджи Перри        | ТФ      | США        | Лос-Анджелес Клипперс (обменян в Бруклин)                                  | Миссисипи Стэйт (2-й курс)                |
| 2     | 58  | Пол Рид            | ТФ      | США        | Филадельфия Севенти Сиксерс (из Лейкерс через Орландо)                     | Де Поль (3-й курс)                        |
| 2     | 59  | Джален Харрис      | АЗ      | США        | Торонто Рэпторс                                                            | Невада (3-й курс)                         |
| 2     | 60  | Сэм Меррилл        | АЗ      | США        | Нью-Орлеан Пеликанс (из Милуоки, обменян в Милуоки)                        | Юта Стэйт (4-й курс)                      |

1. ↑  Указывается сборная, за которую выступает игрок или его национальность. Если игрок не выступал на международном уровне, то указывается сборная, которую игрок имеет право представлять в соответствии с правилами ФИБА.

## Сделки с участием драфт пиков

### Сделки перед драфтом
До дня драфта были проведены следующие сделки, в результате которых команды обменялись драфт-пиками.
1. ↑  12 января 2015: от Мемфис Гриззлис к Бостон Селтикс (трёхсторонняя сделка с участием Нью-Орлеан Пеликанс)[3]
  - «Пеликанс» приобрёл Куинси Пондекстера и драфт-пик второго раунда 2015 года от «Мемфиса».
  - «Гриззлис» приобрёл Расса Смита и торговое исключение от «Нью-Орлеана».
  - «Гриззлис» приобрёл Джеффа Грина от «Бостона».
  - «Селтикс» приобрёл Тэйшона Принса и условный выбор первого раунда от «Мемфиса».
  - «Селтикс» приобрёл Остина Риверса от «Нью-Орлеана».
2. ↑  6 июля 2019: от Бруклин Нетс к Атланта Хокс[6]
  - Атланта приобрела Аллена Крэбба, права с драфта на Никейла Александер-Уокера, защищенный выбор «Бруклина» в первом раунде 2020 года.
  - Бруклин приобрёл Торина Принса, выбор во втором раунде 2021 года.
3. 1 2  5 февраля 2020: от Миннесота Тимбервулвз к Денвер Наггетс (четырёхсторонняя сделка с участием Атланта Хокс и Хьюстон Рокетс)[7]
  - «Миннесота» приобрела Малика Бизли, Джарреда Вандербилта, Хуана Эрнангомеса из «Денвера».
  - «Миннесота» приобрела Эвана Тёрнера, защищенный выбор «Бруклина» в первом раунде 2020 года из «Атланты».
  - «Денвер» приобрёл Ноу Вонле, Кейту Бэйтс-Диопа, Шабазза Напьера из «Миннесоты».
  - «Денвер» приобрёл Джеральда Грина, выбор «Хьюстона» в первом раунде 2020 года из «Хьюстона».
  - «Атланта» приобрела Клинта Капелу, Нене из «Хьюстона».
  - «Хьюстон» приобрёл Роберта Ковингтон, Джордан Белла из «Миннесоты».
  - «Хьюстон» приобрёл выбор «Голден Стэйт» во втором раунде 2024 года из «Атланты».
4. ↑  6 февраля 2019: от Филадельфия Севенти Сиксерс к Лос-Анджелес Клипперс[11]
  - «Клипперс» приобрёл Уилсона Чендлера, Майка Мускалу, Лэндри Шэмета, выбор в первом раунде 2020 года «Филадельфии», выбор в первом раунде 2021 года «Майами Хит», драфт-пики второго раунда 2021, 2023 годов «Детройта».
  - «Филадельфии» приобрёла Тобиаса Харриса, Бобана Марьяновича, Майка Скотта

20 июня 2019: от Лос-Анджелес Клипперс к Бруклин Нетс[12]
  - «Клипперс» приобрёл права с драфта на Мфионду Кабенгеле.
  - «Бруклин» приобрёл права с драфта на Джейлена Хэндса и выбор в первом раунде 2020 года «Филадельфии».
5. ↑  1 ноября 2016: от Оклахома-Сити Тандер к Филадельфия Севенти Сиксерс[14]
  - «Филадельфия» приобрела Эрсана Ильясову, защищенный выбор «Оклахома-Сити» в первом раунде 2020 года.
  - «Оклахома-Сити» приобрела Джерами Гранта.
6. 1 2  22 июня 2017: от Филадельфия Севенти Сиксерс к Орландо Мэджик[15]
  - «Орландо» приобрёл защищенный выбор «Оклахома-Сити» в первом раунде 2020 года, выбор во втором раунде 2020 года.
  - «Филадельфия» приобрела права с драфта на Анджейса Пасечникса.
7. ↑  7 февраля 2019: от Орландо Мэджик к Филадельфия Севенти Сиксерс[16]
  - «Филадельфия» приобрела защищенный выбор «Оклахома-Сити» в первом раунде 2020 года; выбор «Кливленда» во втором раунде 2019 года, Джонатона Симмонса.
  - «Орландо» приобрёл Маркелла Фульца.
8. 1 2 3  18 ноября 2020: от Юта Джаз к Нью-Йорк Никс[17]
  - «Нью-Йорк» приобрёл выбор «Юты» в первом раунде (№23 - Леандро Больмаро), права с драфта на Анте Томича.
  - «Юта» приобрела выбор «Клипперс» в первом раунде 2020 года (№27 - Удока Азубуйке), выбор «Шарлотт» во втором раунде (№38 - Сэйбен Ли).
9. ↑  6 июля 2019: от Индиана Пэйсерс к Милуоки Бакс[18]
  - «Милуоки» приобрёл защищенный выбор первого раунда 2020 года, выбор во втором раунде 2025 года, будущий защищенный выбор во втором раунде.
  - «Индиана» приобрела Малкольма Брогдона через подписание и обмен.
10. ↑  8 июля 2019: от Денвер Наггетс к Оклахома-Сити Тандер[23]
  - «Оклахома-Сити» приобрела защищенный выбор в первом раунде 2020 года.
  - «Денвер» приобрёл Джерами Гранта.
11. ↑  6 февраля 2020: от Лос-Анджелес Клипперс к Нью-Йорк Никс (трёхсторонняя сделка с участием Вашингтон Уизардс)[24][25]
  - «Нью-Йорк» приобрёл права с драфта на Иссуфа Санона из «Вашингтона».
  - «Нью-Йорк» приобрёл Мориса Харклесса, выбор «Клипперс» в первом раунде 2020 года, защищенную опцию обмена выборами первого рауда 2021 года с «Лос-Анджелес Клипперс», выбор «Детройта» во втором раунде 2021 года из «Клипперс».
  - «Клипперс» приобрёл Маркуса Морриса из «Нью-Йорка».
  - «Клипперс» приобрёл Айзею Томаса из «Вашингтона».
  - «Вашингтон» приобрёл Джерома Робинсона из «Клипперс».
12. ↑  7 ноября 2017: от Милуоки Бакс к Финикс Санз[27]
  - «Финикс» приобрёл Грега Монро, защищенный выбор первого раунда «Милуоки» 2020 года, защищенный выбор второго раунда 2018 года.
  - «Милуоки» приобрёл Эрика Бледсо.

6 июля 2019: от Финикс Санз к Бостон Селтикс[28]
  - «Бостон» приобрёл защищенный выбор первого раунда «Милуоки» 2020 года.
  - «Финикс» приобрёл Арона Бэйнса, права с драфта на Тая Джерома.
13. ↑  7 июля 2016: от Голден Стэйт Уорриорз к Даллас Маверикс[32]
  - Даллас приобрёл Эндрю Богута и выбор во втором раунде 2020 года.
  - Голден Стэйт приобрёл защищенный выбор во втором раунда 2019 года.
14. ↑  27 июля 2015: от Кливленд Кавальерс к Портленд Трэйл Блэйзерс[33]
  - «Портленд» приобрёл Брендана Хэйвуда, Майка Миллера, более благоприятный выбор во втором раунде 2019 года между «Миннесотой» и «Лейкерс» и выбор во втором раунде 2020 года.
  - «Кливленд» получил денежное возмещение и два торговых исключения.

18 февраля 2016: от Портленд Трэйл Блэйзерс к Орландо Мэджик (трёхсторонняя сделка с участием Кливленд Кавальерс)[34]
  - «Орландо» приобрёл Джареда Каннингема из «Кливленда».
  - «Орландо» приобрёл выбор «Кливленда» во втором раунде 2020 года из «Портленда»
  - «Портленд» приобрёл Андерсона Варежао, защищенный выбор «Кливленд Кавальерс» в первом раунде 2018 года из «Кливленда».
  - «Кливленд» приобрёл Ченнинга Фрая из «Орландо».

15 июля 2016: от Орландо Мэджик к Лос-Анджелес Клипперс[35]
  - «Клипперс» приобрёл Девина Марбла, выбор «Кливленда» во втором раунде 2020 года.
  - «Орландо» приобрёл Си Джея Уилкокса, денежное возмещение.

21 июня 2018: от Лос-Анджелес Клипперс к Шарлотт Хорнетс[36]
  - «Шарлотт» приобрел права с драфта на Майлза Бриджеса, выбор «Кливленда» во втором раунде 2020 года, выбор во втором раунде 2021 года.
  - «Клипперс» приобрёл права с драфта на Шея Гилджес-Александера.
15. ↑  6 июля 2019: от Атланта Хокс к Филадельфия Севенти Сиксерс[38]
  - «Филадельфия» приобрела права с драфта на Джордана Боуна, выбор Атланты во втором раунде 2020 года, выбор во втором раунде 2023 года.
  - «Атланта» приобрела права с драфта на Бруно Фернандо.
16. ↑  9 июля 2015: от Детройт Пистонс к Финикс Санз[39]
  - «Финикс» приобрёл выбор «Детройта» во втором раунде 2020 года.
  - «Детройт» приобрёл Маркуса Морриса, Реджи Буллока, Дэнни Грэнджера.

23 июня 2016: Финикс Санз к Сакраменто Кингз[40]
  - «Сакраменто Кингз» приобрёл права с драфта на Богдана Богдановича, Георгиоса Папаянниса, Скала Лабиссье, выбор «Детройта» во втором раунде 2020 года.
  - «Финикс» приобрёл права с драфта на Маркеса Крисса.
17. ↑  26 июня 2015: от Нью-Йорк Никс к Филадельфия Севенти Сиксерс[42]
  - «Филадельфия» приобрела выборы второго раунда 2020 и 2021 годов, денежное вознаграждение.
  - «Нью-Йорк» приобрёл Вилли Эрнангомеса.
18. ↑  6 июля 2019: от Чикаго Буллз в Вашингтон Уизардс[44]
  - «Вашингтон» приобрёл выбор «Чикаго» во втором раунде 2020 года.
  - «Чикаго» приобрёл Томаша Саторанского.
19. ↑  7 февраля 2018: от Шарлотт Хорнетс к Нью-Йорк Никс[46]
  - «Нью-Йорк» приобрёл Джонни О’Брайант, выборы «Шарлотт» во втором раунде 2020, 2021 годов.
  - «Шарлотт» приобрёл Вилли Эрнангомес.
20. ↑  9 июля 2015: от Вашингтон Уизардс к Милуоки Бакс[48]
  - «Милуоки» приобрёл выбор «Вашингтона» во втором раунде 2020 года.
  - «Вашингтон» приобрёл Джареда Дадли.
21. ↑  7 февраля 2019: трёхсторонняя сделка с участием Милуоки Бакс, Нью-Орлеан Пеликанс, Детройт Пистонс[49][50]
  - «Нью-Орлеан» приобрёл Стэнли Джонсона из «Детройта».
  - «Нью-Орлеан» приобрёл Джейсона Смита, защищенный выбор «Денвера» во втором раунде 2019 года, выбор «Милуоки» во втором раунде 2020 года, выборы «Вашингтона» во втором раунде 2020 и 2021 годов из «Бакс».
  - «Милуоки» приобрёл Николу Миротича из «Нью-Орлеана».
  - «Детройт» приобрёл Тони Мейкера из «Милуоки».
22. ↑  7 июля 2019: от Финикс Санз к Мемфис Гриззлис[52]
  - «Мемфис» приобрёл Джоша Джексона, Де’Энтони Мелтона, два выбора «Финикс» во втором раунде.
  - «Финикс» приобрёл Кайла Корвера и Джевона Картера.
23. ↑  3 января 2019: от Мемфис Гриззлис к Чикаго Буллз[54]
  - «Чикаго» приобрёл Маршона Брукса, Уэйна Селдена, мл. и выборы во втором раунде 2019 и 2020 годов.
  - «Мемфис» приобрёл Джастина Холидея.
24. ↑  18 ноября 2020: Орландо Мэджик к Милуоки Бакс[55]
  - «Милуоки» приобрёл выбор «Орландо» во втором раунде (№45 - Джордан Нвора).
  - «Орландо» приобрёл два будущих выбора во втором раунде.
25. ↑  11 декабря 2014: от Бруклин Нетс к Филадельфия Севенти Сиксерс[56]
  - «Филадельфия» приобрела Хорхе Гутьерреса, Андрея Кириленко, опцию обмена выборами второго раунда 2018 года, выбор «Бруклина» во втором раунде 2020 года, денежное вознагрождение.
  - «Бруклин» приобрёл Брэндона Дэвиеса, два различных торговых исключения.
26. ↑  8 июля 2018: трёхсторонняя сделка с участием Орландо Мэджик, Шарлотт Хорнетс, Чикаго Буллз[57]
  - «Шарлотт» приобрёл Бисмака Бийомбо и выборы во втором раунде 2019 и 2020 годов из «Орландо».
  - «Орландо» приобрёл Тимофея Мозгова из «Хорнетс».
  - «Орландо» приобрёл Джериана Гранта из «Чикаго».
  - «Чикаго» приобрёл Джулиана Стоуна из «Хорнетс».
27. 1 2  6 июля 2019: от Шарлотт Хорнетс к Бостон Селтикс[58]
  - «Бостон» приобрёл Кембу Уокерба через подписание и обмен, выбор «Бруклина» во втором раунде 2020 года.
  - «Шарлотт» приобрёл Терри Розье через подписание и обмен, защищенный выбор «Бостона» во втором раунде 2020 года.
28. ↑  23 февраля 2017: от Даллас Маверикс к Филадельфия Севенти Сиксерс[59]
  - «Даллас» приобрёл Нерленса Ноэля.
  - «Филадельфия» приобрела Эндрю Богута, Джастина Андерсона, защищённый выбор «Далласа» в первом раунде 2017 года, который конвертировался в выборы «Далласа» во втором раунде 2017 и 2020 годов.

6 февраля 2020: от Филадельфия Севенти Сиксерс к Голден Стэйт Уорриорз[60]
  - «Голден Стэйт» приобрёл выбор «Далласа» во втором раунде 2020 года, выбор «Денвера» во втором раунде 2021 года, выбор «Торонто» во втором раунде 2022 года.
  - «Филадельфия» приобрела Алека Бёркса, Гленна Робинсона.
29. ↑  25 июля 2017: от Майами Хит к Бостон Селтикс[61]
  - «Бостон» приобрёл Зорана Драгича, выбор «Майами» во втором раунде 2020 года,денежное вознаграждение.
  - «Майами» приобрёл защищенный выбор «Бостона» втрого раунда 2019 года.

30 августа 2017: от Бостон Селтикс к Кливленд Кавальерс[62][63]
  - «Кливленд» приобрёл Айзею Томаса, Джея Краудера, Анте Жижича, выбор «Бруклина» в первом раунде 2018 года и выбор «Майами» во втором раунде 2020 года (последний выбор добавлен в качестве компенсации за неудовлетворительное физическое состояние Томаса).
  - «Бостон» приобрёл Кайри Ирвинга.

8 февраля 2018: трёхсторонняя сделка с участием Кливленд Кавальерс, Сакраменто Кингз, Юта Джаз[64][65][66]
  - «Сакраменто» приобрёл Джо Джонсона, денежное вознаграждение из «Юты».
  - «Сакраменто» приобрёл Имана Шамперта, выбор «Майами» во втором раунде 2020 года, права с драфта на Димитриоса Аграваниса, денежное вознагрождение из «Кливленда».
  - «Кливленд» приобрёл Джорджа Хилла, права с драфта на Артураса Гудайтиса из «Сакраменто».
  - «Кливленд» приобрёл Родни Худа из «Юты».
  - «Юта» приобрела Деррика Роуза, Джея Краудера, опцию обмена выбарами второго раунда 2024 года с «Кавальерс» из «Кливленда».

6 февраля 2020: от Сакраменто Кингз к Атланта Хокс[67]
  - «Атланта» приобрела Дуэйна Дэдмона, выбор во втором раунде 2020 года, выбор «Майами» во втором раунде 2021 года.
  - «Сакраменто» приобрёл Алексея Леня, Джабари Паркера.
30. ↑  29 ноября 2018: от Юта Джаз к Кливленд Кавальерс[68]
  - «Кливленд» приобрёл Алека Бёркса, выбор «Юты» во втором раунде 2020 года, выбор «Вашингтона» во втором раунде 2021 года.
  - «Юта» приобрела Кайла Корвера

27 июня 2019: от Кливленд Кавальерс к Детройт Пистонс[69]
  - «Детройт» приобрёл выбор «Юты» во втором раунде 2020 года, выборы «Портленда» во втором раунде 2021 и 2023 годов, защищенный выбор «Майами» во втором раунде 2024 года, денежное вознаграждение.
  - «Кливленд» приобрёл права с драфта на Кевина Портера, мл..

27 июня 2019: от Детройт Пистонс к Даллас Маверикс[70]
  - «Даллас» приобрёл права с драфта на Айзея Роби, выбор «Юты» во втором раунде 2020 года, выбор «Портленда» во втором раунде 2021 года.
  - «Детройт» приобрёл права с драфта на Дейвидаса Сирвидиса.

25 января 2020: от Детройт Пистонс к Голден Стэйт Уорриорз[71]
  - «Голден Стэйт» приобрёл выбор «Юты» во втором раунде 2020 года.
  - «Даллас» приобрёл Уилли Коли-Стайна.
31. ↑  7 февраля 2019: трёхсторонняя сделка с участием Кливленд Кавальерс, Сакраменто Кингз, Хьюстон Рокетс)[72]
  - «Кливленд» приобрёл Брэндона Найта, Маркеса Крисса, выбор «Хьюстона» в первом раунде 2019 года, выбор «Хьюстона» во втором раунде 2022 года из «Рокетс».
  - «Хьюстон» приобрёл Ника Стаускаса, Уэйда Болдуина, выбор «Милуоки» во втором раунде 2021 года из «Кливленда».
  - «Хьюстон» приобрёл Имана Шамперта из «Сакраменто».
  - «Сакраменто» приобрёл Алека Бёркса из «Кливленда».
  - «Сакраменто» приобрёл выбор «Хьюстона» во втором раунде 2020 года из «Рокетс».
32. ↑  13 июля 2018: от Денвер Наггетс к Бруклин Нетс[74]
  - «Бруклин» приобрёл Даррелла Артура, Кеннета Фарида, защищённый выбор в первом раунде 2019 года и выбор во втором раунде 2020 года.
  - «Денвер» приобрёл Айзея Уайтхеда.
33. ↑  20 июня 2019: от Лос-Анджелес Лейкерс к Орландо Мэджик[75]
  - «Лейкерс» приобрёл выбор «Орландо» во втором раунде (№46 - Тален Хортон-Такер).
  - «Орландо» приобрёл выбор во втором раунде 2020 года и денежное возмещение.

6 февраля 2020: от Орландо Мэджик к Филадельфия Севенти Сиксерс[76]
  - «Филадельфия» приобрёла выбор во втором раунде 2020 года «Лейкерс».
  - «Орландо» приобрёла Джеймса Энниса.

### Сделки в день драфта
1. ↑  22 ноября 2020: от Портленд Трэйл Блэйзерс к Хьюстон Рокетс[4]
  - «Хьюстон» приобрёл Тревора Аризу, приобрёл выбор «Портленда» в первом раунде (№17- Айзея Стюарт), и будущий условный выбор в первом раунде драфта.
  - «Портленд» приобрёл Роберта Ковингтона.

24 ноября 2020: от Хьюстон Рокетс к Детройт Пистонс[5]
  - «Детройт» приобрёл Тревора Аризу, приобрёл выбор «Портленда» в первом раунде (№17- Айзея Стюарт), будущий выбор во втором раунде, денежное возмещение.
  - «Хьюстон» приобрёл Кристиана Вуда, будущий защищенный выбор в первом раунде драфта, выбор во втором раунде 2021 года.
2. 1 2 3 4  20 ноября 2020: трёхсторонняя сделка с участием Миннесота Тимбервулвз, Оклахома-Сити Тандер, Нью-Йорк Никс[8][9][10]
  - «Оклахома-Сити» приобрела Джеймса Джонсона, выбор «Бруклина» в первом раунде (№17 - Алексей Покушевски), выбор во втором раунде 2024 года от «Миннесоты».
  - «Миннесота» приобрела Рики Рубио и выбор «Лейкерс» в первом раунде (№28 - Джейден Макдэниэлс) от «Оклахома-Сити».
  - «Миннесота» приобрела выбор «Юты» в первом раунде (№23 - Леандро Больмаро) от «Нью-Йорка».
  - «Нью-Йорк» приобрёл права с драфта на Матиаса Лессора, выбор «Детройта» во втором раунде 2023 года от «Миннесоты».
  - «Нью-Йорк» приобрёл выбор «Денвера» в первом раунде (№25 - Иммануэл Куикли) от «Оклахома-Сити».
3. 1 2 3  19 ноября 2020: трёхсторонняя сделка с участием Бруклин Нетс, Детройт Пистонс, Лос-Анджелес Клипперс[13]
  - «Пистонс» приобрёл выбор «Филадельфии» в первом раунде (№19 - Саддик Бей), права с драфта на Джейлена Хэндса, Джанана Мусу, драфт-пик второго раунда 2021 года «Торонто» из «Бруклина»
  - «Пистонс» приобрёл Родни Макгрудера и денежное вознаграждение из «Клипперс»
  - «Бруклин» приобрёл Брюса Брауна из «Пистонс»
  - «Бруклин» приобрёл Лэндри Шэмета и выбор «Клипперс» во втором раунде (№57 - Реджи Перри)
  - «Клипперс» приобрёл выбор «Денвера» во втором раунде (№55 - Джей Скрабб) из «Бруклина»
  - «Клипперс» приобрёл Джастина Паттона, Люка Кеннарда, драфт-пик второго раунда 2023 года «Портленда», драфт-пики второго раунда 2024, 2025, 2026 годов «Детройта» из «Пистонс»
4. 1 2  24 ноября 2020: четырёхсторонняя сделка с участием Денвер Наггетс, Милуоки Бакс, Нью-Орлеан Пеликанс, Оклахома-Сити Тандер[19][20][21][22]
  - «Денвер» приобрёл выбор «Индианы» в первом раунде (№24 - Ар Джей Хэмптон) от «Милуоки».
  - «Милуоки» приобрёл Джру Холидея, выбор «Милуоки» во втором раунде (№60 - Сэм Меррилл) от «Нью-Орлеана».
  - «Нью-Орлеан» приобрёл Стивена Адамса от «Оклахома-Сити».
  - «Нью-Орлеан» приобрёл Эрика Бледсо, два будущих выбора «Милуоки» в первом раунде, опцию обмена двумя выборами первого раунда с «Милуоки» от «Бакс».
  - «Оклахома-Сити» приобрела защищенный выбор «Денвера» первого раунда 2023 года от «Наггетс».
  - «Оклахома-Сити» приобрела Джорджа Хилла от «Милуоки».
  - «Оклахома-Сити» приобрела Дариуса Миллера, Кенрика Уильямса, Зайлана Читэма, Джоша Грея, выбор «Вашигтона» второго раунда 2023 года, выбор «Шарлотт» второго раунда 2024 года от «Нью-Орлеана».
5. ↑  18 ноября 2020: от Лос-Анджелес Лейкерс к Оклахома-Сити Тандер[26]
  - Оклахома-Сити приобрела Дэнни Грина, выбор «Лейкерс» в первом раунде драфта (№28 - Джейден Макдэниэлс).
  - «Лейкерс» приобрёл Денниса Шрёдера.
6. ↑  20 ноября 2020: трёхсторонняя сделка с у участием Бостон Селтикс, Мемфис Гриззлис, Портленд Трэйл Блэйзерс[29][30][31]
  - «Мемфис» приобрёл Марио Хезонью из «Портленда».
  - «Мемфис» приобрёл выбор первого раунда «Милуоки» 2020 года (№30 - Десмонд Бэйн) из «Бостона».
  - «Бостон» приобрёл два будущих выбора во втором раунде из «Мемфиса».
  - «Портленд» приобрёл Энеса Кантера из «Бостона».
  - «Портленд» приобрёл денежное вознагрождение из «Мемфиса».
7. ↑  19 ноября 2020: от Миннесота Тимбервулвз к Лос-Анджелес Клипперс[37]
  - «Клипперс» приобрёл выбор «Миннесоты» во втором раунде 2020 года (№33 - Дэниэл Отуру).
  - «Миннесота» приобрела права с драфта на Матиаса Лессора, выбор «Детройта» во втором раунде 2023 года.
8. 1 2  19 ноября 2020: от Сакраменто Кингз к Мемфис Гриззлис[41]
  - «Мемфис» приобрёл выбор «Детройта» во втором раунде (№35 - Ксавьер Тиллман).
  - «Сакраменто Кингз» приобрёл выбор «Финикса» во втором раунде (№40 - Роберт Вудард), выбор во втором раунде 2022 года.
9. ↑  18 ноября 2020: от Филадельфия Севенти Сиксерс к Даллас Маверикс[43]
  - «Даллас» приобрёл выбор «Нью-Йорка» во втором раунде (№36 - Тайлер Бей), Джоша Ричардсона.
  - «Филадельфия» приобрела Сета Карри.
10. 1 2  19 ноября 2020: от Вашингтон Уизардс в Оклахома-Сити Тандер[45]
  - «Оклахома-Сити» приобрела Адмирала Скофилда, выбор «Чикаго» во втором раунде (№37 - Вит Крейчи).
  - «Вашингтон» приобрёл выбор «Оклахома-Сити» во втором раунде (№53 - Кассиус Уинстон), выбор во втором раунде 2024 года.
11. ↑  20 ноября 2020: от Юта Джаз к Детройт Пистонс[47]
  - «Детройт» приобрёл Тони Брэдли, выбор «Шарлотт» во втором раунде (№38 - Сэйбен Ли)
  - «Юта» получила денежное вознагрождение
12. ↑  18 ноября 2020: от Нью-Орлеан Пеликанс к Юта Джаз[51]
  - «Юта» приобрела выбор «Вашингтона» во втором раунде (№39 - Элайджа Хьюз).
  - «Нью-Орлеан» приобрёл денежное вознаграждение и будущий выбор во втором раунде.
13. ↑  18 ноября 2020: от Нью-Орлеан Пеликанс к Шарлотт Хорнетс[53]
  - «Шарлотт» приобрёл выбор «Нью-Орлеана» во втором раунде (№42 - Ник Ричардс).
  - «Нью-Орлеан» приобрёл выбор в втором раунде 2024 года.
14. ↑  25 ноября 2020: от Сакраменто Кингз к Хьюстон Рокетс[73]
  - «Хьюстон» приобрёл выбор «Рокетс» во втором раунде (№52 - Кеньон Мартин, мл.)
  - «Сакраменто» приобрёл будущий выбор «Лейкерс» во втором раунде и денежное вознаграждение

## Лотерея драфта
НБА ежегодно проводит лотерею, чтобы определить порядок драфта для команд, которые не попали в плей-офф в предыдущем сезоне. Каждая команда НБА, пропустившая плей-офф, имеет шанс получить драфт-пик в первой четвёрке, но команды с худшими соотношением побед и поражений имеют больше шансов на их получение, начиная с драфта 2019 года. После того, как в лотерее выбраны команды, которые получают четыре первых драфт-пика, другие команды получают выбор драфта НБА на основе их процента побед в предыдущем сезоне. Как это обычно бывает, в случае одинакового соотношения побед и поражений, будет произведена дополнительная жеребьёвка. Лотерея должна была состояться в мае в Юнайтед-центре в Чикаго, штат Иллинойс, однако она была перенесена. 21 июля 2020 года было объявлено, что лотерея состоится 20 августа. Лотерейными командами стали восемь команд, которые не принимали участие в возобновлении сезона НБА 2019/20, а именно «Голден Стэйт Уорриорз», «Нью-Йорк Никс», «Кливленд Кавальерс», «Детройт Пистонс», «Атланта Хоукс», «Чикаго Буллз», «Шарлотт Хорнетс» и «Миннесота Тимбервулвз». Еще шесть команд — команды, не участвовавшие в плей-офф предыдущего сезона (Санз, Спёрс, Пеликанс, Уизардс, Кингз, Гриззлис) с посевом на основе положения команд в турнирной таблице по состоянию на 12 марта. Лотерея так же была проведена в Юнайтед-центре, но представители команд могли следить за ней только по видеосвязи.
|  | Обозначает текущий результат лотереи |

| Команда               | Победы-поражения 2019/20 | Лотерейные шансы | Лотерейные вероятности | Лотерейные вероятности | Лотерейные вероятности | Лотерейные вероятности | Лотерейные вероятности | Лотерейные вероятности | Лотерейные вероятности | Лотерейные вероятности | Лотерейные вероятности | Лотерейные вероятности | Лотерейные вероятности | Лотерейные вероятности | Лотерейные вероятности | Лотерейные вероятности |
| Команда               | Победы-поражения 2019/20 | Лотерейные шансы | 1-е                    | 2-е                    | 3-е                    | 4-е                    | 5-е                    | 6-е                    | 7-е                    | 8-е                    | 9-е                    | 10-е                   | 11-е                   | 12-е                   | 13-е                   | 14-е                   |
| --------------------- | ------------------------ | ---------------- | ---------------------- | ---------------------- | ---------------------- | ---------------------- | ---------------------- | ---------------------- | ---------------------- | ---------------------- | ---------------------- | ---------------------- | ---------------------- | ---------------------- | ---------------------- | ---------------------- |
| Голден Стэйт Уорриорз | 15-50                    | 140              | 0.140                  | 0.134                  | 0.127                  | 0.120                  | 0.479                  | -                      | -                      | -                      | -                      | -                      | -                      | -                      | -                      | -                      |
| Кливленд Кавальерс    | 19-46                    | 140              | 0.140                  | 0.134                  | 0.127                  | 0.120                  | 0.278                  | 0.200                  | -                      | -                      | -                      | -                      | -                      | -                      | -                      | -                      |
| Миннесота Тимбервулвз | 19-45                    | 140              | 0.140                  | 0.134                  | 0.127                  | 0.120                  | 0.148                  | 0.260                  | 0.070                  | -                      | -                      | -                      | -                      | -                      | -                      | -                      |
| Атланта Хокс          | 20-47                    | 125              | 0.125                  | 0.122                  | 0.119                  | 0.115                  | 0.072                  | 0.257                  | 0.167                  | 0.022                  | -                      | -                      | -                      | -                      | -                      | -                      |
| Детройт Пистонс       | 20-46                    | 105              | 0.105                  | 0.105                  | 0.106                  | 0.105                  | 0.022                  | 0.196                  | 0.267                  | 0.087                  | 0.006                  | -                      | -                      | -                      | -                      | -                      |
| Нью-Йорк Никс         | 21-45                    | 90               | 0.090                  | 0.092                  | 0.094                  | 0.096                  | -                      | 0.086                  | 0.298                  | 0.206                  | 0.037                  | 0.001                  | -                      | -                      | -                      | -                      |
| Чикаго Буллз          | 22-43                    | 75               | 0.075                  | 0.078                  | 0.081                  | 0.085                  | -                      | -                      | 0.197                  | 0.341                  | 0.129                  | 0.013                  | 0.000                  | -                      | -                      | -                      |
| Шарлотт Хорнетс       | 23-42                    | 60               | 0.060                  | 0.063                  | 0.067                  | 0.072                  | -                      | -                      | -                      | 0.345                  | 0.321                  | 0.068                  | 0.004                  | 0.000                  | -                      | -                      |
| Вашингтон Уизардс     | 24-40 (25-47)            | 45               | 0.045                  | 0.048                  | 0.052                  | 0.057                  | -                      | -                      | -                      | -                      | 0.507                  | 0.259                  | 0.030                  | 0.001                  | 0.000                  | -                      |
| Финикс Санз           | 26-39 (34-39)            | 30               | 0.030                  | 0.033                  | 0.036                  | 0.040                  | -                      | -                      | -                      | -                      | -                      | 0.659                  | 0.190                  | 0.012                  | 0.000                  | 0.000                  |
| Сан-Антонио Спёрс     | 27-36 (32-39)            | 20               | 0.020                  | 0.022                  | 0.025                  | 0.028                  | -                      | -                      | -                      | -                      | -                      | -                      | 0.776                  | 0.126                  | 0.004                  | 0.000                  |
| Сакраменто Кингз      | 28-36 (31-41)            | 13               | 0.013                  | 0.014                  | 0.016                  | 0.018                  | -                      | -                      | -                      | -                      | -                      | -                      | -                      | 0.861                  | 0.076                  | 0.001                  |
| Нью-Орлеан Пеликанс   | 28-36 (30-42)            | 12               | 0.012                  | 0.013                  | 0.015                  | 0.017                  | -                      | -                      | -                      | -                      | -                      | -                      | -                      | -                      | 0.920                  | 0.023                  |
| Мемфис Гриззлис       | 32-33 (34-39)            | 5                | 0.005                  | 0.006                  | 0.006                  | 0.007                  | -                      | -                      | -                      | -                      | -                      | -                      | -                      | -                      | -                      | 0.976                  |